# Louis Buisson
Louis Buisson, francoski general, * 1889, † 1955.